# Ludwigshafen am Rhein
Ludwigshafen am Rhein is een kreisvrije stad in de Duitse deelstaat Rijnland-Palts, gelegen aan de Rijn tegenover Mannheim. De stad telt 172.557 inwoners (31 december 2020) op een oppervlakte van 77,68 km². Ludwigshafen am Rhein is vooral bekend om haar chemische industrie (BASF).

## Geschiedenis
De eerste vestiging op het gebied van modern Ludwigshafen was een vesting genaamd "Die Rheinschanze" die door keurvorst Frederik IV van de Palts op de andere kant van de rivier de Rijn werd gebouwd om de stad Mannheim te beschermen. In 1808 kocht Carl Hornig uit Mannheim de vesting van de Franse bezetters en veranderde het in een rustplaats voor Franse zeelieden die dat stuk van de Rijn bevoeren. Hornig stierf in 1819 maar Johann Heinrich Scharpff, de zakenman van Speyer, zette Hornigs plannen voort. Scharpff droeg het in 1830 weer over aan zijn schoonzoon Philipp Markus Lichtenberger.
1843 wordt beschouwd als het geboortejaar van Ludwigshafen, omdat Lichtenberger dit bezit toen aan Beieren verkocht en de militaire titel van de vesting werd verwijderd. De Beierse koning Lodewijk I maakte plannen om de nederzetting tot stedelijk gebied te ontwikkelen. Op 27 december 1852 verleende koning Maximiliaan II Ludwigshafen am Rhein politieke vrijheid.
Ook 1865 was een belangrijk jaar in de geschiedenis van onafhankelijk Ludwigshafen. Na verscheidene besprekingen beslist BASF zijn fabrieken van Mannheim te verplaatsen naar de Hemshofregio welke tot Ludwigshafen behoort. Met meer beschikbare banen begon de bevolking van Ludwigshafen zeer snel te groeien. In 1852 had de stad 1500 ingezetenen, in 1899 waren dit er al meer dan 62.000.
In Oppau, sinds 1938 een stadsdeel van Ludwigshafen, vond op 21 september 1921 op het BASF-terrein een chemische explosie plaats waarbij 561 doden en 2000 gewonden vielen. Ongeveer 80% van Oppau werd verwoest.
Tijdens de Tweede Wereldoorlog leed Ludwigshafen zware schade, slechts 20% van de gebouwen was nog bewoonbaar. In 1948 verzond het Pasadena Shares Committee pakketten met dekens, kleding, voedsel en geneesmiddelen om de ingezetenen van Ludwigshafen te helpen. Hierdoor zijn vriendschappen ontstaan en werden Ludwigshafen en Pasadena in 1956 zustersteden.
Tegenwoordig is Ludwigshafen met een bevolking van meer dan 160.000 mensen een van de rijkste industriële steden van Duitsland. Het is een ideale doorgang voor reizen naar het Zwarte Woud, Heidelberg en de omringende wijnstreken.

## Partnersteden
- Antwerpen (België), sinds 1998
- Pasadena (Verenigde Staten), sinds 1956

## Geboren in Ludwigshafen am Rhein
- William Dieterle (1893-1972), filmregisseur en acteur
- Kurt Biedenkopf (1930-2021), politicus en hoogleraar
- Helmut Kohl (1930-2017), bondskanselier (1982-1998), tevens overleden in Ludwigshafen am Rhein
- Siegfried Schwab (1940-2024), musicus en docent

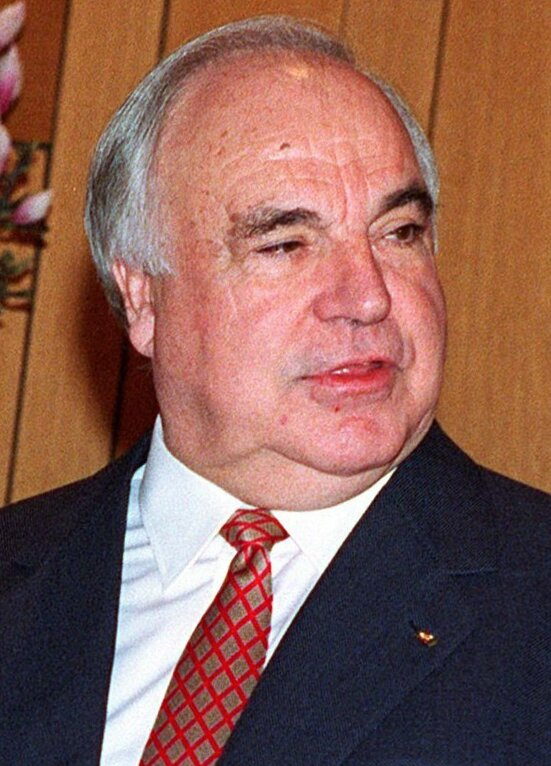
Bondskanselier Helmut Kohl (1930-2017)

- Manfred Kaltz (1953), voetballer
- Ute Enzenauer (1964), wielrenster
- André Schürrle (1990), voetballer
- Nadiem Amiri (1996), voetballer

## Galerij

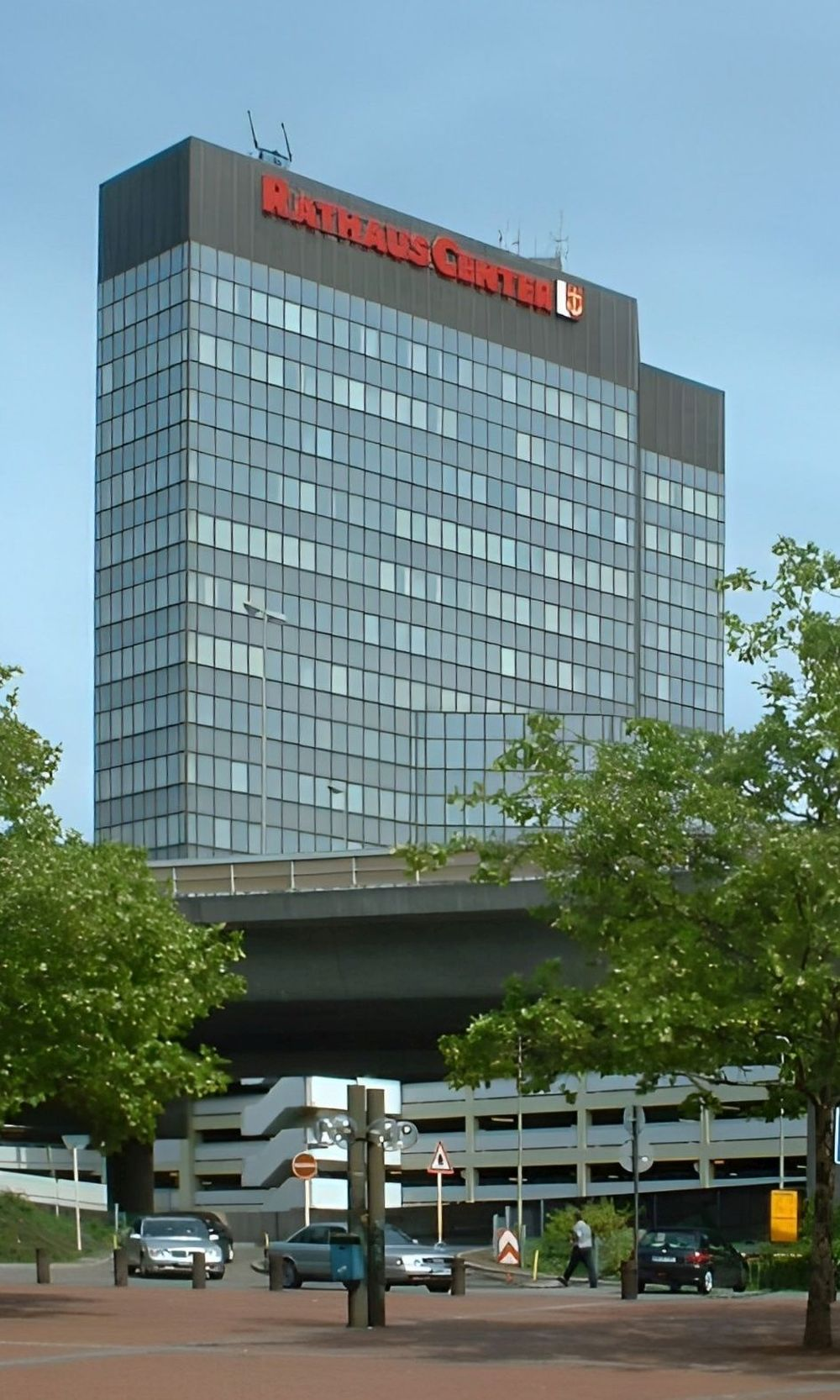
Rathaus Center
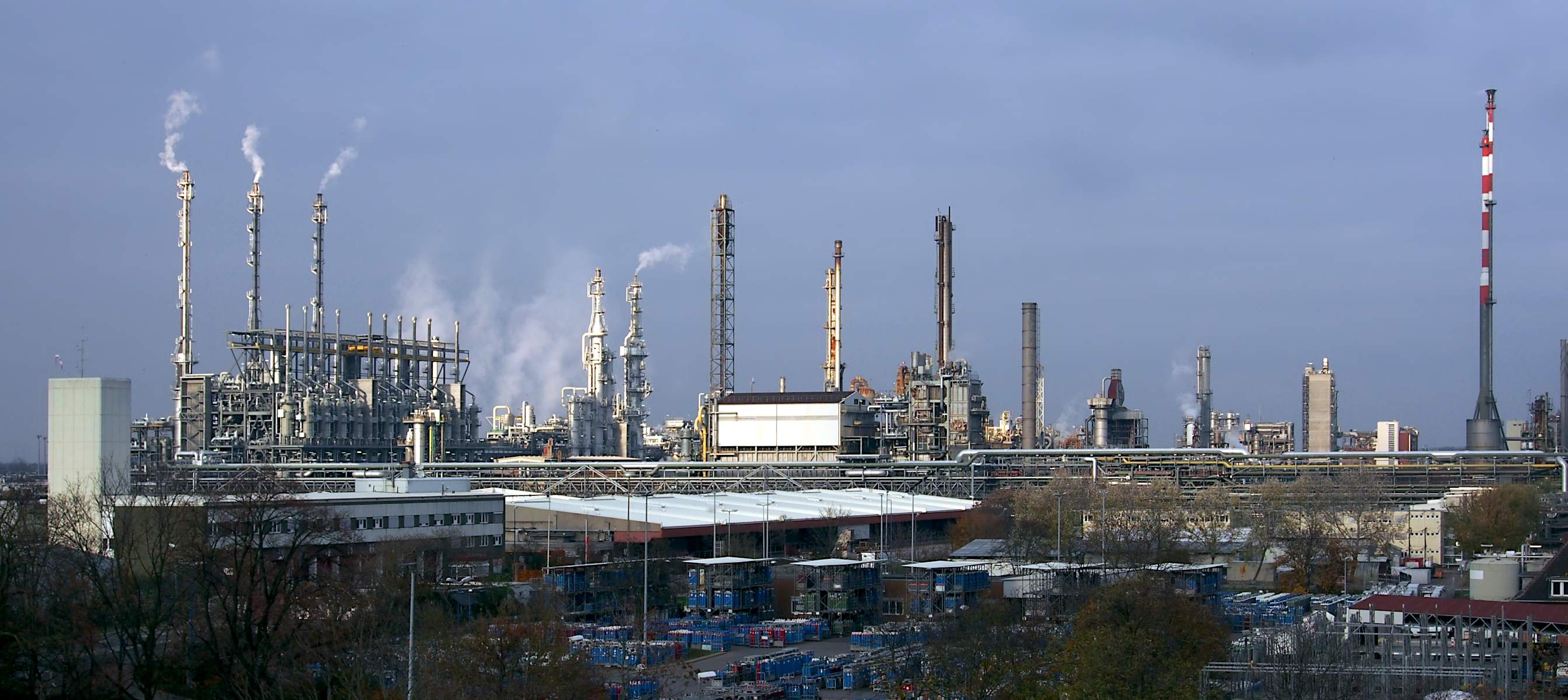
BASF
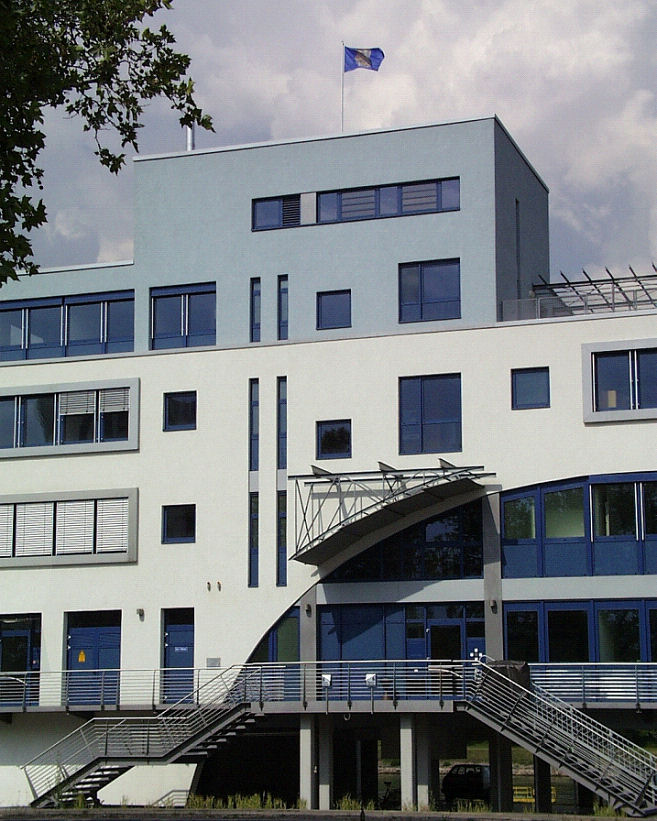
Ostasieninstitut
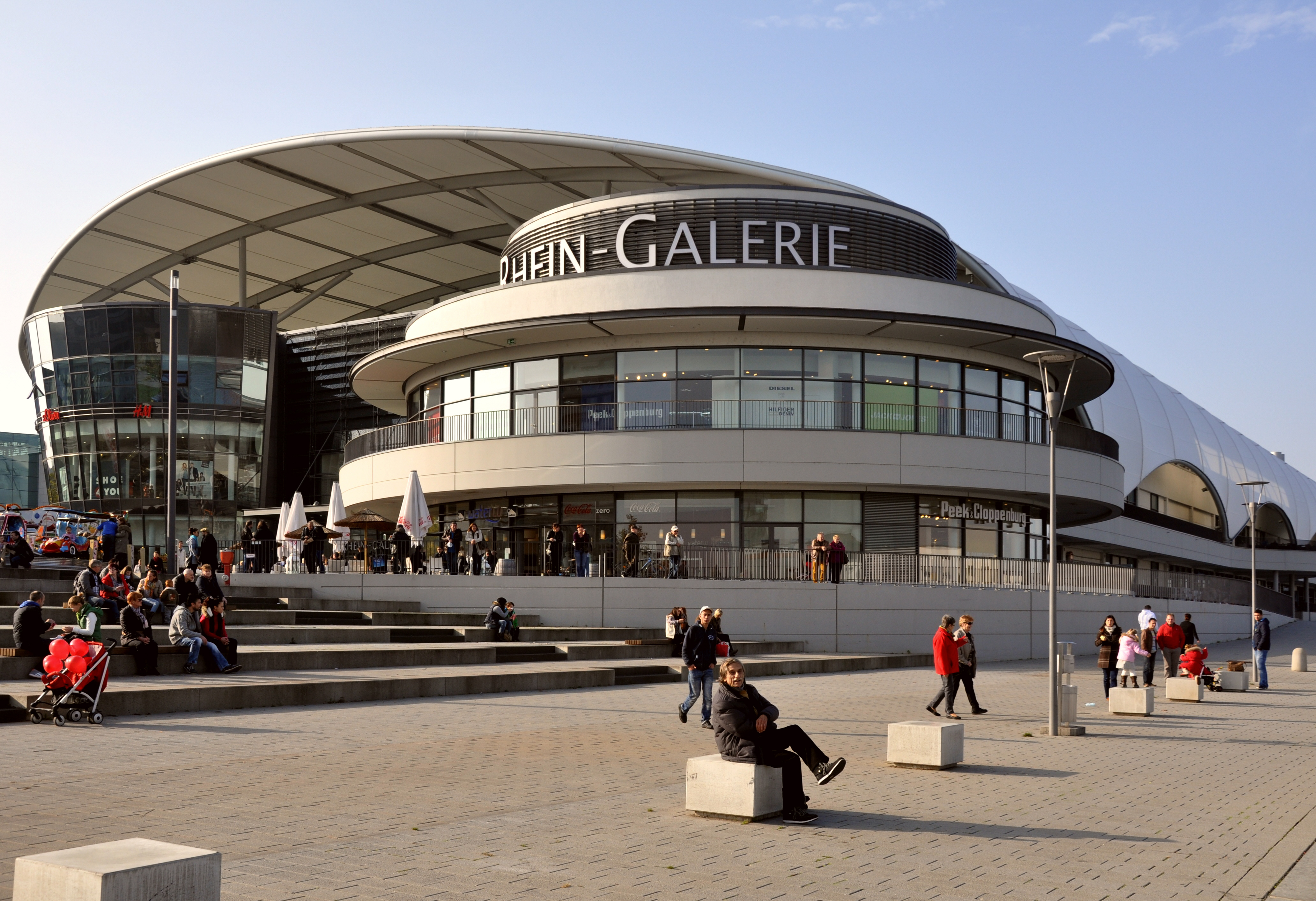
Rhein-Galerie